# Nacionalni muzej zapadnjačke umjetnosti
Nacionalni muzej zapadnjačke umjetnosti (jap. 国立西洋美術館, Kokuritsu Seiyō Bijutsukan), skr. NMWA, je najpoznatija javna umjetnička galerija u Japanu koja se specijalizirala za zapadnjačku umjetnost. Muzej je smješten uz zoološki vrt Ueno Park u Taitou, središnji Tokio. NMWA osnovan je 10. lipnja 1959. oko temeljne umjetničke zbirke Matsukate Kojira (1865. – 1950.), čije se razmišljanje zrcali u muzeju kojega je predvidio. Njegov plan skupljanja umjetnina imapo je cilja stvaranja jezgre onoga za što se nadao kako će postati evoluirajući nacionalni muzej specijaliziran za zapadnjačku umjetnost.
Muzej je, od svog otvaranja, jedina japanska nacionalna institucija posvećena zapadnoj umjetnosti, uključujući izložbe, nabavu umjetničkih djela i dokumenata, istraživanje, restauraciju i konzervaciju, te obrazovanje i objavljivanje materijala vezanih za zapadnu umjetnost.

## Zgrada Le Corbusiera
Glavnu zgradu NMWA dizajnirao je švicarski arhitekt Le Corbusier i to je jedini reprezentativan primjer njegovog rada na Dalekom Istoku. 
Višekatna, armirano-betonska zgrada dovršena je u ožujku 1959. godine kao simbol nastavka diplomatskih veza između Japana i Francuske nakon Drugog svjetskog rata. Le Corbusier je osmislio glavni plan koji uključuje područje oko muzeja. Sam dizajn se razvio u zgradu koja je mnogo veća od izvornog plana, a knjižnica, mala predavaonica i soba za ugledne goste morali su biti uklonjeni, no Le Corbusier je zatražio da njegova trojica japanskih pripravnika: Kunio Maekawa, Junzo Sakakura i Takamasa Yoshizaka dovrše ova buduća proširenja muzeja.
Muzej je četvrtastog plana s glavnim pilonima galerija podignutih na pilotima do razine prvog kata. Ulaz za posjetitelje nalazi se u prizemlju kroz Dvoranu 19. stoljeća. Prostor dvostruke visine osvijetljen je odozgo sjevernim ostakljenim piramidalnim svjetlosnim prozorima presječenim armiranobetonskim gredama i stupom. Galerija slika omata se oko Dvorane 19. stoljeća, strop je u početku nizak, ali je uzdignut na dvije etaže pri kraju, za izlaganje velikih slika. Le Corbusier je dizajnirao Galeriju slika da bude osvijetljena prirodnim dnevnim svjetlom kroz četiri svjetlarnika, ali oni se više ne koriste i galerije su sada umjetno osvijetljene. Izvana je građevina obložena montažnim betonskim pločama koje stoje na okvirima u obliku slova U koji su podržani unutarnjim zidom. U svim elementima zgrade primijenjen je Le Corbusierov „modulor”.
U srpnju 2016. godine UNESCO je na popis 17 „djela Le Corbusiera” kao svjetsku kulturnu baštinu uključio i zgradu Nacionalnog muzeja zapadnjačke umjetnosti.

## Kolekcija
U muzeju su izloženi radovi od renesanse do moderne umjetnosti s početka 20. stoljeća, a mnoga su nabavljena poslije otvaranja muzeja. Svrha muzeja je pružiti javnosti priliku da cijeni zapadnjačku umjetnost. Muzej čuva oko 4.500 djela, uključujući neke od najvažnijih slika i skulptura od 14. do početka 20. stoljeća. Glavna zgrada prikazuje slike od prije 18. stoljeća, uključujući djela umjetnika kao što su:  Veronese, Rubens, Brueghel i Fragonard.
Novo krilo prikazuje francuske slike od 19. do početka 20. stoljeća, uključujući djela umjetnika kao što su: Delacroix, Gustave Courbet, Edouard Manet, Pierre-Auguste Renoir, Monet, Van Gogh, Gauguin i Gustave Moreau, ali i djela sljedeće generacije umjetnika: Picasso, Chaim Soutine, Max Ernst, Joan Miró, Jean Dubuffet i Jackson Pollock.
Zbirka crteža sadrži djela umjetnika kao što su: François Boucher, Fragonard, Delacroix, Moreau, Rodin i Paul Cézanne.
Grafička zbirka sadrži djela umjetnika kao što su: Albrecht Dürer, Hans Holbein, Rembrandt, Callot, Giovanni Battista Piranesi i Goya.
- Lucas Cranach stariji, Krist iz Ölberga, oko 1518.
- Paolo Veronese, Misticizam sv. Katarine, 1547.
- El Greco, Raspelo
- Jacob Jordaens, Lotov bijeg, oko 1619.
- Peter Paul Rubens, Blagostanje, oko 1630.
- Giovanni Battista Tiepolo, Uznesenje admirala Vettorea Pisanija, 1743.
- Gustave Courbet, Naga spavaćica, 1858.
- Dante Gabriel Rossetti, Ljubavna šalica, 1867.
- Jean-Baptiste-Camille Corot, Sjećanje na napuljsku plažu, 1870.
- Paul Gauguin, Kupačice, 1885.
- Pierre Puvis de Chavannes, Siromašni ribar, 1887.-1892.
- Auguste Rodin, Mislilac
- Claude Monet, Lopoči (Monet), 1916.
- Paul Signac, Luka Saint-Tropeza, 1902.

## Vanjske poveznice
|  | Zajednički poslužitelj ima stranicu o temi Nacionalni muzej zapadnjačke umjetnosti |

- National Museum of Western Art−NMWA: službene stranice.
- Popis umjetnika zastupljenih u Nacionalnom muzeju zapadne umjetnosti, Tokio (engl.)